# Detlev Paepke
Detlev Paepke (*  1950 in Wittenberge, Landkreis Westprignitz, DDR) ist ein deutscher Politiker (LDPD/FDP).
Paepke war Kaufmann in Perleberg. Er wurde 1990 zum Beigeordneten und Stellvertreter des Landrats gewählt und war Dezernatsleiter und Leiter des Gewerbeamtes Perleberg. 
Paepke war vor 1989/90 als LDPD-Kreissekretär in Perleberg tätig. Er war Mitglied der 10. Bundesversammlung 1994 und Mitglied des Kreistags des Landkreises Prignitz. Von 1992 bis 1994 wurde er als Nachfolger von Manfred Fink zum Landesvorsitzenden der FDP Brandenburg gewählt. Nach den verlorenen Landtagswahlen 1994 löste ihn Hinrich Enderlein ab. Paepke war von 1991 bis 2001 Mitglied des FDP-Bundesvorstands.